# Pinus halepensis

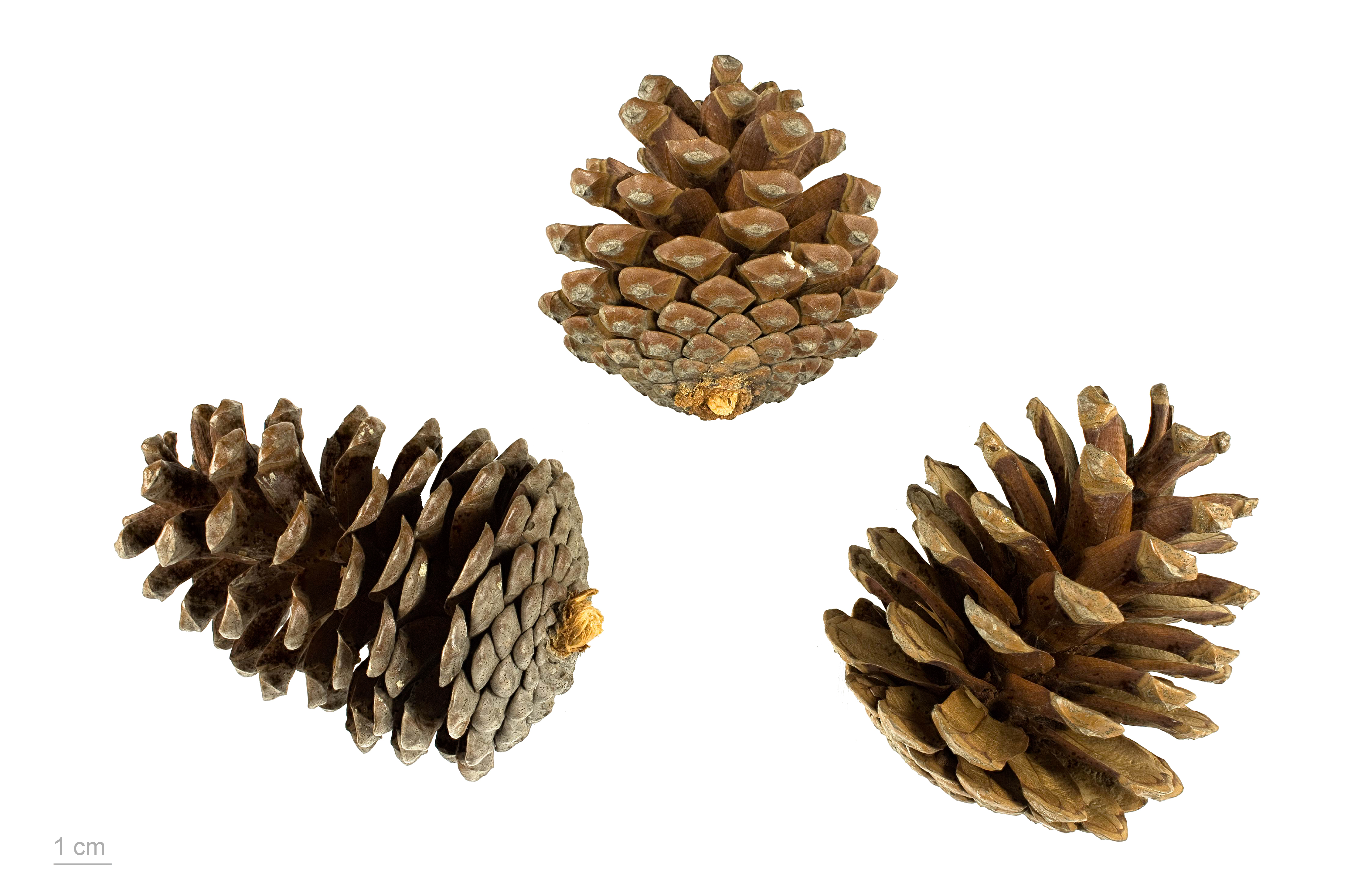
Pinus halepensis

Pinus halepensis là một loài thực vật hạt trần trong họ Thông. Loài này được Mill. miêu tả khoa học đầu tiên năm 1768. 
Đây là loài bản địa ở khu vực Địa Trung Hải. Phạm vi của chúng kéo dài từ Maroc và Tây Ban Nha về phía bắc tới miền nam nước Pháp, Ý và Croatia, và phía đông Hy Lạp, Malta và trên toàn miền bắc Tunisia và Libya với một số quần thể bên ngoài ở Syria, Lebanon, miền nam Thổ Nhĩ Kỳ, Jordan, Israel và lãnh thổ Palestine.